# Lauschied
Lauschied là một đô thị thuộc huyện Bad Kreuznach trong bang Rheinland-Pfalz, phía tây nước Đức. Đô thị Lauschied có diện tích 4,78 km², dân số thời điểm ngày 31 tháng 12 năm 2006 là 611 người.